# San Andrés Dinicuiti
San Andrés Dinicuiti è un comune del Messico, situato nello stato di Oaxaca.